# Prix Hervé-Foulon
Le prix Hervé-Foulon - Un livre à relire (anciennement prix Hervé-Foulon du livre oublié,) est un prix littéraire québécois fondé en 2012 par Hervé Foulon, alors président du Groupe HMH, en partenariat avec la Société des Correspondances d’Eastman. Le premier prix est décerné l'année suivante de sa création, en 2013.
Les objectifs de ce prix sont de faire redécouvrir et republier un ouvrage resté dans l'ombre à l'époque de sa publication, ou oublié depuis : « le prix vise à souligner l’excellence d’une œuvre oubliée ou négligée », et à « offrir une deuxième vie aux ouvrages de prose narrative (roman, récit, nouvelles) qui sont tombés dans l’oubli au fil du temps et qui mériteraient d’être remis en circulation. »
Le prix est doté d'une bourse de 5 000 $ remise à l’auteur, « tandis que la Société de développement des entreprises culturelles (SODEC) contribuera à la réimpression du roman en défrayant 50 % du coût, jusqu’à un maximum de 5000 $. »

## Liste des lauréats
- 2013 : Nicole Houde pour La Maison du remous[4], paru en 1986
- 2014 : Michael Delisle pour Le Désarroi du matelot[7], paru en 1998
- 2015 : Denise Desautels pour Ce fauve, le bonheur, paru en 1998
  - Finalistes 2015 : La Mort de Marlon Brando de Pierre Gobeil (1989) et Jos Carbone de Jacques Benoit (1967).
- 2016 : Denis Thériault pour L'Iguane[8],[9], paru en 2001
  - Finalistes 2016 : Copies conformes de Monique LaRue (1989) et Noces de sable de Rachel Leclerc paru en 1995
- 2017 : Louis Gauthier pour Voyage en Irlande avec un parapluie[2],[1],[6], paru en 1984
  - Finaliste 2017 :  Le Poids des secrets de Aki Shimazaki (1999).
- 2018 : Rachel Leclerc pour Noces de sable, paru en 1995[10]
  - Finalistes 2018 : Copies conformes de Monique LaRue et L’Été de l’Île de Grâce de Madeleine Ouellette-Michalska
- 2019 : Pierre Yergeau pour L'Écrivain public, paru en 1996[11]
  - Finalistes 2019 : Ostende de François Gravel, Adieu Babylone de Naïm Kattan et La Chute du corps d’Hélène Lebeau
- 2020 : Jacques Benoît pour Jos Carbone, paru en 1967[12]
  - Finalistes 2020 : La Vie comme une image de Jocelyne Saucier, La Croix du Nord d'André Brochu et Copies conformes de Monique Larue
- 2021 : Aki Shimazaki, Le Poids des secrets T.1 : Tsubaki, paru en 1999[13]
  - Finalistes 2021 : La Memoria de Louise Dupré - Miss Septembre de François Gravel -  Chroniques du pays des mères d'Élisabeth Vonarburg
- 2022 : Jeanne-Mance Delisle, La Bête rouge, paru en 1996[14]
- 2023 : Pascale Quiviger, Le Cercle parfait[15], paru en 2003
- 2024 : Hervé Bouchard, Mailloux, paru en 2002

## Jury
- Président du jury, de 2013 à 2019 : Jacques Allard (écrivain) (puis membre depuis 2020)
- Présidente du jury depuis 2020 : Marie-Andrée Lamontagne (membre de 2016 à 2019)
- Membre, de 2013 à 2019 : Robert Lalonde (écrivain)
- Membre 2016 - 2021 : Martine Desjardins (auteure et critique littéraire pour le magazine québécois L'Actualité)
- Membre 2016 - 2022 : Billy Robinson (libraire à la Librairie de Verdun),
- Membres, depuis 2021 : Lise Bissonnette, James Hyndman
- Membre depuis 2023 : Dominique Garand[15]